# آنا فياخيرفا
أنا فياخيرفا (الروسية: Вяхирева, Анна Викторовна) مواليد 13 مارس 1995 في فولغوغراد، هي لاعبة كرة يد روسية تلعب كجناح أيمن. مثلت منتخب روسيا لكرة اليد للسيدات. شاركت في دورة الألعاب الأولمبية الصيفية سنة 2016.

## سجل المنافسة
شاركت في البطولات التالية:
- الألعاب الأولمبية الصيفية 2016
- بطولة العالم لكرة اليد للسيدات 2015
- بطولة أوروبا لكرة اليد للسيدات 2016

## الإنجازات
- الألعاب الأولمبية الصيفية:
  - الميدالية الذهبية: 2016
- الدوري الروسي لكرة اليد للسيدات
  - الميدالية الذهبية: 2015/2016
- كأس أبطال الكؤوس الأوروبية لكرة اليد للسيدات:
  - النهائي: 2014
- بطولة العالم لكرة اليد للسيدات شباب:
  - الميدالية الفضية: 2012

## روابط خارجية
- آنا فياخيرفا على موقع الاتحاد الأوروبي لكرة اليد (الإنجليزية)
- آنا فياخيرفا على موقع اللجنة الأولمبية الدولية (الإنجليزية)
- آنا فياخيرفا على موقع أوليمبيديا (الإنجليزية)